# Skrumplever
Skrumplever eller levercirros  är slutstadiet efter en sjuklig nedbrytning av leverns vävnader. Orsaken är huvudsakligen kronisk leverinflammation, på grund av exempelvis alkoholöverkonsumtion eller infektion av hepatitvirus.
Skrumplever innebär att stora delar av levervävnaden har dött och blivit ersatt av bindväv. Med tiden hårdnar organet, och slutligen skrumpnar det, därav den svenska beteckningen.
Den vanligaste orsaken till skrumplever är alkoholmissbruk och kallas alkoholcirros.
En betydande andel patienter har dock fått sin skrumplever på grund av inflammatoriska leversjukdomar vars orsaker inte beror på den drabbades livsföring.

## Symptom
- Trötthet och viktminskning
- Feber
- Arteriella spiders och telangiektaser (framträdande ytliga spindelliknande blodkärl)
- Palmarerytem
- Trumpinnefingrar och vita naglar
- Parotisförstoring (främst vid alkoholinducerad cirros)
- Petekier
- Endokrina förändringar, till exempel euthyroid-sick syndromes
- Muskelatrofier
- Hepatomegali (förstorad lever)
- Splenomegali (förstorad mjälte)
- Ascites
- Utspända (synliga) vener på sidorna
- Gulsot

## Orsaker
Skrumplever uppkommer då hepatocyterna - de celler i levern som är ansvariga för leverns funktion - dör och ersätts av ärrvävnad, så kallad fibrotisering. 
Orsaker kan vara:
- alkoholmissbruk
- kronisk viral hepatit
- primär biliär cirros
- hemokromatos
- alfa1-antitrypsinbrist
- Wilsons sjukdom
- långvarig gallstas
- autoimmun hepatit
- primär skleroserande kolangit
- cystisk fibros
- vissa läkemedel, överdos av exempelvis metotrexat eller vitamin A

## Utredning
Levern kan i tidiga stadier vara förstorad med cytologiska förändringar i det stadium som kallas fettlever, men minskar sedan vanligen i storlek. Förhöjt tryck i portvenen, så kallad portal hypertension, kan förekomma. Blödning och förstoring av mjälte leder ofta till anemi. Ett vanligt tecken är ascites, det vill säga att vätska förekommer fritt i bukhålan. Ofta gör man biopsi, ultraljud (transient elastografi) och datortomografi av levern. Bilirubinstegring (som leder till ikterus) ses vid kraftig funktionsnedsättning eftersom levern normalt har en stor reservkapacitet när det gäller att konjugera bilirubin.
Att undersöka levern med så kallad elastografi eller fibroscan är smärtfritt, enkelt och innebär färre risker än ett vävnadsprov, leverbiopsi. Men att ta prov på vävnaden med en nål är fortfarande mer tillförlitligt, enligt en rapport från SBU.

## Konsekvenser

### Ascites
Ascites vid skrumplever uppkommer på grund av tre faktorer:
- portal hypertoni, det vill säga ökat blodtryck i portådern som leder till levern, till följd av fibrotisering
- hypoalbuminemi med minskat kolloidosmotiskt tryck i blodet, på grund av sjunkande syntesförmåga av albumin i levern. Ascites till följd av cirros uppstår i regel aldrig om mängden av albumin i serum är mindre än 30 gram per liter.
- systemisk vasodilatation, det vill säga vidgade blodkärl, av främst splanknikus. Detta leder i sin tur till
  - påslag av antidiuretisk hormon som leder till mindre urinutsöndring
  - sekundär hyperaldosteronism, med förhöjd alsdosteronsyntes och minskad hepatisk aldosteron-inaktivering ger sänkt glomerulär filtrationshastighet i njuren.
  - ökat reninpåslag med förhöjt återupptag av natrium och återupptag av vatten i njurarna.

Ascites uppstår som ett transsudat med låg proteinhalt när vätskan dras ut ur det proteinfattiga blodet, till skillnad från ascites med hög proteinhalt, exsudat, som snarare beror på tumör eller inflammation.

### Esofagusvaricer
Portal hypertoni leder till att venerna i matstrupen (esofagus) dilaterar. Tjocka utvidgade vener, esofagusvaricer, ses med gastroskopi. Varixblödning på grund av spruckna blodkärl är mycket allvarligt och cirka 1/3 avlider 3 månader efter första blödningen trots modern behandling. Man försöker därför att minska blödningsrisken på ett tidigt stadium.

### Portasystemisk encefalopati (PSE)
Normalt verkar levern genom att omvandla ammoniak som är toxiskt för kroppen genom ureacykeln. Vid portalhypertoni så kommer blodet att shuntas (ta andra vägar) förbi levern och då kan ammoniak nå hjärna där den ger upphov till skada (encefalopati). Symptom vid hjärnskada innefattar personlighetsförändringar, apati, ökade senreflexer, asterixis. Illaluktande andedräkt (ammoniak) så kallad fetor hepatikus är ett tydligt tecken på PSE liksom S-ammoniak. På ett EEG ses förändringar vilket inte är särskilt specifika.

### Cancer
Skrumplever ger ökad risk för cancer i levern.

## Behandling
Behandlingen ser olika ut beroende på cirrosens etiologi och vilka sekundära tillstånd som föreligger. Nedan följer några möjliga behandlingsåtgärder.
- Adekvat intag av föda, proteiner (dock måste hänsyn tas till risken för portasystemisk encefalopati) och vitaminer
- Vattenrestriktion (1,5 l/dag) och reducerat salt(natrium)intag
- Sängliggande för att öka njurarnas funktion att utsöndra vatten
- Laparocentes (uttappning av vätska från buken)
- Aldosteronhämmare minskar vatten- och saltretentionen
- Betablockerare minskar risken för varixblödning
- Antibiotika och laxermedel för att minska ammoniakbildning i tarmen
- Om cirrosen går för långt måste man tillgripa levertransplantation.

## Prognos
Medianöverlevnaden vid skrumplever är cirka två år (räknat från diagnostillfället) om en eller flera komplikationer (gulsot, ascites, varixblödning eller encefalopati) föreligger när diagnosen ställs. Om komplikationer saknas vid diagnostillfället är medianöverlevnaden längre än tolv år. Mortaliteten är dock mycket beroende av cirrosens etiologi.